# Li Fabin
Li Fabin (en chino: 李发彬; Quanzhou, 15 de enero de 1993) es un deportista chino que compite en halterofilia.
Participó en dos Juegos Olímpicos de Verano, obteniendo dos medallas de oro, en Tokio 2020 y París 2024, ambas en la categoría de 61 kg. Ganó cuatro medallas en el Campeonato Mundial de Halterofilia entre los años 2018 y 2023.
En septiembre de 2019 estableció una nueva plusmarca mundial en el total de la categoría de 61 kg (318 kg) y en abril de 2024 en arrancada de la misma categoría (146 kg).

## Palmarés internacional
| Juegos Olímpicos   | Juegos Olímpicos       | Juegos Olímpicos | Juegos Olímpicos |
| Año                | Lugar                  | Medalla          | Categoría        |
| ------------------ | ---------------------- | ---------------- | ---------------- |
| 2020               | Tokio (Japón)          | Medalla de oro   | 61 kg            |
| 2024               | París (Francia)        | Medalla de oro   | 61 kg            |
| Campeonato Mundial |                        |                  |                  |
| Año                | Lugar                  | Medalla          | Categoría        |
| 2018               | Asjabad (Turkmenistán) | Medalla de plata | 61 kg            |
| 2019               | Pattaya (Tailandia)    | Medalla de oro   | 61 kg            |
| 2022               | Bogotá (Colombia)      | Medalla de oro   | 61 kg            |
| 2023               | Riad (Arabia Saudita)  | Medalla de oro   | 61 kg            |